# شورش در بحرین
شورش در بحرین، شورش مداوم گروه‌های شبه‌نظامی است که بخشی از اپوزیسیون بحرین تحت حمایت نظام جمهوری اسلامی ایران هستند و هدفشان سرنگونی حکومت بحرین است.